# Magnetron (videogioco 1987)
Magnetron è un videogioco sparatutto spaziale pubblicato nel tardo 1987 per Commodore 64 dalla Brøderbund.
Si pilota una navicella con vista dall'alto a scorrimento multidirezionale, sorvolando scenari costituiti da spazio, piattaforme nemiche e pareti non oltrepassabili. I controlli sono di tipo rotatorio e il movimento della navicella è con inerzia. Il programma include un editor di livelli.
Secondo il manuale e i titoli di testa, Magnetron sarebbe una conversione per C64 di un qualche altro gioco originale, ma non è chiaro quale sia.